# 柏林 (新澤西州)
柏林（英語：Berlin）是位於美國新澤西州康登縣的自治市鎮。

## 人口
根據2020年美國人口普查的數據，柏林的面積為9.34平方千米，當中陸地面積為9.31平方千米，而水域面積為0.03平方千米。當地共有人口7489人，而人口密度為每平方千米802人。